# Osmylops monofoveatus
Osmylops monofoveatus är en insektsart som beskrevs av Oswald 1998. Osmylops monofoveatus ingår i släktet Osmylops och familjen Nymphidae. Inga underarter finns listade i Catalogue of Life.